# Reaktordruckbehälter

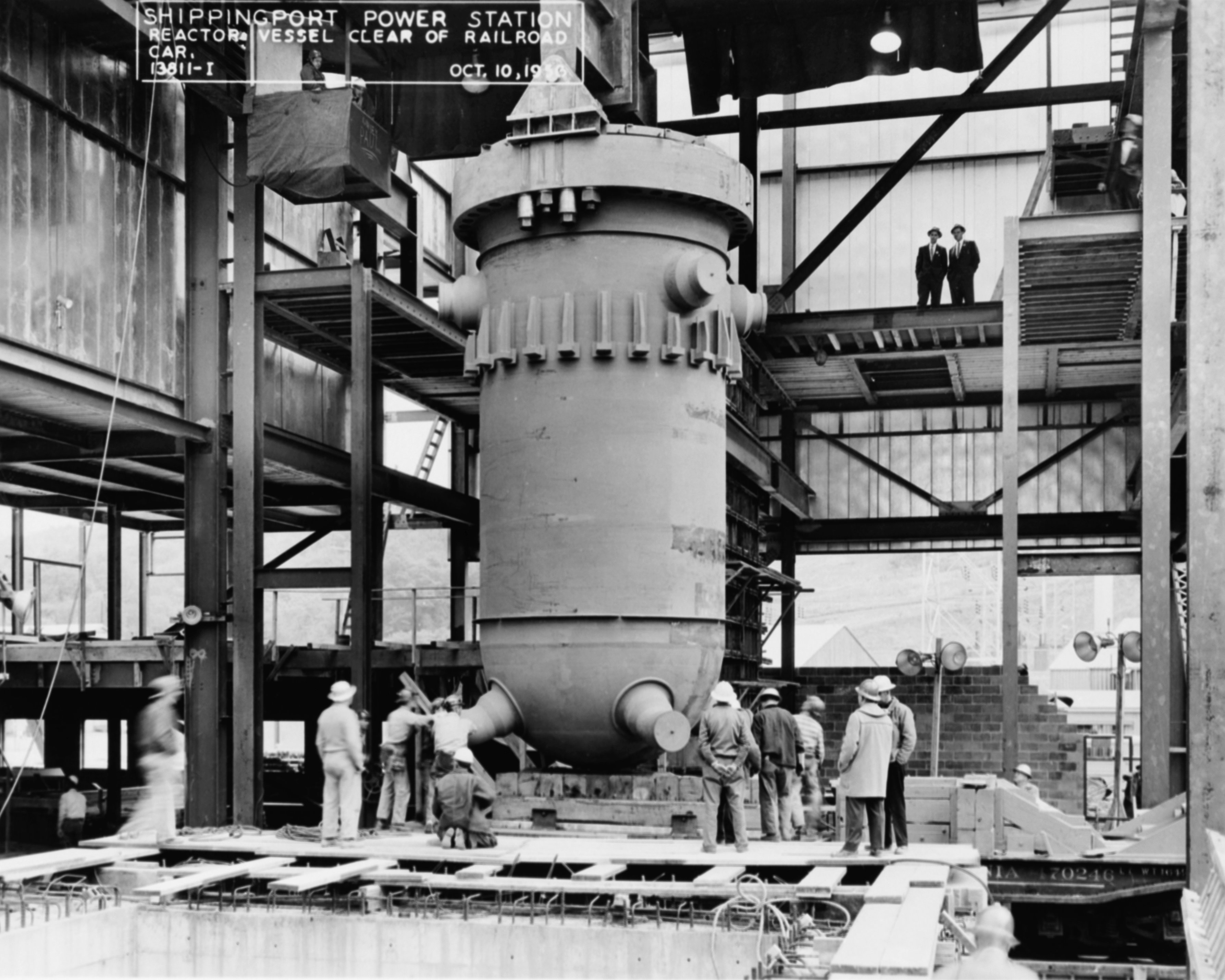
Reaktordruckbehälter im Kernkraftwerk Shippingport 1956

Der Reaktordruckbehälter (RDB, auch Reaktorkessel) ist das nukleare Herz eines Kernkraftwerks. In ihm befinden sich der wärmeerzeugende Reaktorkern mit den Brennelementen. In den technischen Regelwerken der Nuklearbranche besitzt der RDB die höchsten Qualitätsanforderungen. Er ist eine wichtige Barriere gegen das Austreten radioaktiver Stoffe und ermöglicht die Kühlung des Reaktorkerns.
Bei größeren Kernkraftwerken mit Hochtemperaturreaktoren (HTR) wurde als RDB ein vorgespannter Behälter vorgesehen, bei dem ein Bersten unmöglich ist. Beim Kernkraftwerk THTR-300 nach Rudolf Schulten war es ein Druckbehälter aus Spannbeton, der im Betrieb allerdings nicht überzeugte. Für zukünftige HTR-Kernkraftwerke wird daher auch über vorgespannte Behälter aus Stahlguss oder Sphäroguss nachgedacht.

## Aufbau
Der Reaktordruckbehälter eines modernen Leichtwasserreaktors ist ein zylindrischer Stahlbehälter mit halbkugelförmigem Boden und Deckel, der mit den Rohrleitungen für das Kühlmittel verbunden ist. Der RDB enthält insbesondere den Reaktorkern mit den Brennelementen sowie die als Kernbauteile bezeichneten Strukturen, welche die Brennelemente an ihrem vorgesehenen Platz fixieren (oberes und unteres Kerngitter, Brennelementkästen etc.).
Zum Brennelementwechsel und für Wartungsarbeiten wird der obere Deckel abgehoben. Der Deckel ist mit zahlreichen vorgespannten Schraubbolzen und Muttern mit dem Druckbehälterunterteil verbunden. Als Dichtungen werden in der Regel zwei O-Ringe aus Silber verwendet. Der RDB von Leichtwasserreaktoren hat eine Restwahrscheinlichkeit des Berstens, die wegen ihrer Geringfügigkeit als irrelevant erklärt wurde, zum Beispiel von Heinrich Mandel.
Der Reaktordruckbehälter befindet sich im Inneren des Sicherheitsbehälters, der in einem Störfall radioaktive Emissionen aus Primärkreislauf inklusive RDB zurückhalten soll. Ihn umgibt ein rund zwei Meter dicker Stahlbetonzylinder, der als Strahlungsabschirmung dient (biologischer Schild).

### Druckwasserreaktor

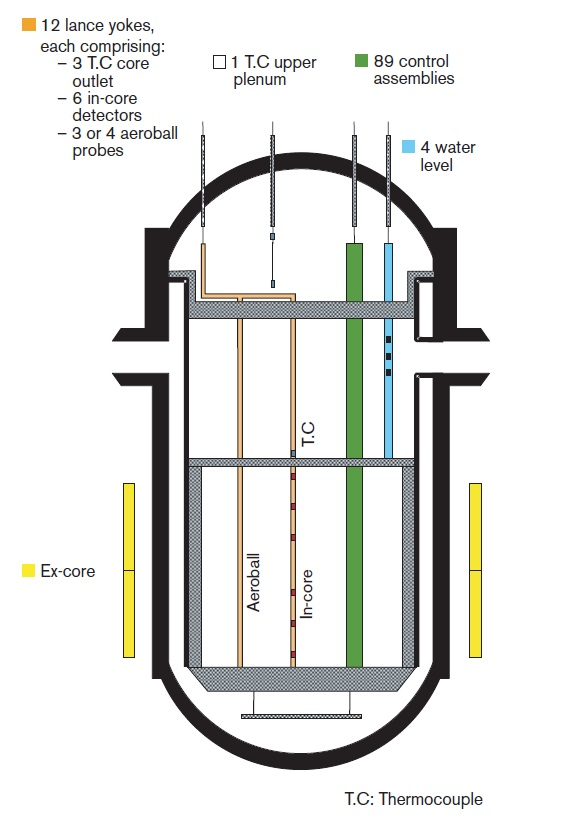
Aufbau des RDB eines EPR

Bei einem Druckwasserreaktor (DWR) wie z. B. in Neckarwestheim 2 hat der RDB eine Höhe von etwa zwölf Metern und einen Innendurchmesser von etwa fünf Metern. Seine Wanddicke beträgt 25 cm.
Der Boden des RDB besteht aus der halbrunden Bodenkalotte. Daran schließt sich der aus mehreren nahtlos geschmiedeten Ringen zusammengeschweißte zylindrische Mantel des RDB an, gefolgt vom Mantel-Flanschring mit den acht Kühlmittelstutzen. Die Gesamthöhe des RDB beträgt ca. 13 m. Der RDB ist einheitlich aus einem Werkstoff hergestellt. In Deutschland werden für die RDB die Werkstoffe 22 NiMoCr 37 und 20 MnMoNi 45 verwendet.

#### Kernkraftwerksmodell EPR
Der RDB besitzt einen Innendurchmesser von 4,885 m und eine Wandstärke von 25 cm. Die Bodenkalotte des Druckbehälters ist nur 14,5 cm dick, um im Fall einer Kernschmelze als eine Art Sollbruchstelle zu dienen. Mit aufgesetztem Reaktordeckel beträgt die Gesamthöhe über 12,7 m, bei einer Masse von 526 Tonnen. Der Behälter besteht dabei aus Ferritstahl, der in ringförmigen Strukturen geschmiedet und anschließend zusammengeschweißt wird. Aus Korrosionsschutzgründen ist die Innenseite des RDB mit rostfreiem Stahl ausgekleidet.
Der Deckel des RDB besteht aus rostfreiem Stahl und ist 23 cm dick. Er besitzt 89 Durchbrüche für die Kontrollstäbe, 16 Durchbrüche für sonstige Instrumente, 4 Durchbrüche für Kühlmittelflussmessungen und einen Durchbruch zur Temperaturmessung am Deckel.

### Siedewasserreaktor
Bei Siedewasserreaktoren (SWR) sind die RDB konzeptbedingt noch größer. Der Reaktordruckbehälter eines SWR enthält außerdem einen Wasserabscheider/Dampftrockner, der Wassertröpfchen – die die Turbine beschädigen könnten – aus dem erzeugten Dampf abscheidet und im RDB zurückhält.
Der größte verwendete RDB befindet sich im stillgelegten Kernkraftwerk Krümmel; er hat eine Höhe von 22,38 m, einen Innendurchmesser von 6,78 m und eine Wandstärke von maximal 18 cm. Der RDB für den SWR Leibstadt besteht aus zusammengeschweißten Ringen. Die Ringe sind aus warmgewalzten Platten zusammengesetzt, die längs verschweißt wurden.
Die Temperaturen und Drücke in einem SWR sind niedriger als in einem DWR, so dass der RDB eines SWR geringere Wanddicken aufweist.

## Abmessungen
Die Abmessungen einiger ausgewählter RDB sind in der folgenden Tabelle aufgeführt:
| Kraftwerk/Reaktortyp        | Block | Typ                | Höhe (m) | Durchmesser (m) | Wandstärke (cm) | Gewicht (t) |
| --------------------------- | ----- | ------------------ | -------- | --------------- | --------------- | ----------- |
| EPR (Kernkraftwerk)         |       | Druckwasserreaktor | 13       | 5,4             | 30              | 526         |
| Kernkraftwerk Gundremmingen | B, C  | Siedewasserreaktor | 21       | 6,62            | 14,8            | 785         |
| Kernkraftwerk Isar          | 1     | Siedewasserreaktor | 22,35    | 5,85            | 17,1            | 620         |
| Kernkraftwerk Isar          | 2     | Druckwasserreaktor | 12,01    | 5               | 25              | 507         |

1. ↑  Gewicht mit Deckel
2. ↑  Innenhöhe
3. 1 2 3  Innendurchmesser
4. 1 2 3  Wandstärke des zylindrischen Teils
5. ↑  Gewicht mit Deckel und Zarge
6. ↑  Gesamthöhe
7. ↑  Gewicht ohne Einbauten

### Wandstärke
Die Wandstärke liegt zwischen ca. 15 cm beim SWR und 25 cm beim DWR. Areva gibt als Wandstärke 20 bis 30 cm an. Für die Festigkeitsanalyse eines RDB verwendete das Forschungszentrum Karlsruhe die folgenden Werte für die Wandstärken:
- untere Kugelkalotte (Boden des RDB): 14,6 cm
- Zylinderschale ohne senkrechte Abzweige: 31,9 cm
- Zylinderschale mit senkrechten Abzweigen: 46 cm
- Deckel: 20,4 cm

## Versprödung
Während des Betriebs ist der Stahl des RDB einer Neutronenbestrahlung ausgesetzt, wodurch sich seine mechanischen und physikalischen Eigenschaften verändern (siehe Strahlenschaden). Bei ferritischen Stählen steigen Härte, Dehngrenze und Zugfestigkeit an, während die Zähigkeit abnimmt.
Die Versprödung ist von vielen Faktoren abhängig. Zu unterscheiden sind:
- Bestrahlungsbedingungen wie Temperatur, Neutronenspektrum und Dosis
- Werkstoffeigenschaften wie Mikrostruktur (Phasen, Korngrößen), Wärmebehandlungszustand und chemische Zusammensetzung

Einige chemische Verunreinigungen wie Kupfer, Phosphor oder Nickel wirken versprödend; wenig Auswirkungen auf die Versprödung haben dagegen Legierungselemente wie Molybdän, Vanadium oder Chrom.

## Hersteller
Die Hersteller von RDB müssen nach gewissen Standards zertifiziert sein. Solche Standards sind ASME N-stamp, RCC-M sowie ISO-9001. Wichtige Hersteller sind laut World Nuclear Association (WNA) z. B.:
- Japan: Japan Steel Works (JSW)
- Korea: Doosan
- China: China First Heavy Industries (CFHI)
- Europa: Areva
- Russland: OMZ

Ehemalige Hersteller sind z. B.:
- Henrichshütte
- Gutehoffnungshütte
- Rotterdamsche Droogdok Maatschappij (RDM)